# Sommer-Paralympics 2016/Rollstuhlbasketball
Bei den Sommer-Paralympics 2016 in Rio de Janeiro wurden in insgesamt zwei Wettbewerben im Rollstuhlbasketball Medaillen vergeben. Die Entscheidungen fielen am 16. und 17. September 2016.

## Modus
Jeder Wettbewerb besteht aus einer Vorrunde und Platzierungsspielen.
Im Turnier der Männer treten zwölf Mannschaften an. In der Vorrunde gibt es zwei Gruppen mit jeweils sechs Mannschaften, die Jeder gegen jeden spielen. Die besten vier Teams jeder Gruppe qualifizieren sich für das Viertelfinale. Anschließend geht es im einfachen K.-o.-System weiter bis zum Endspiel. Bei den Frauen spielen zehn Mannschaften, die in der Vorrunde auf zwei Gruppen aufgeteilt sind. Auch hier qualifizieren sich die besten vier Teams jeder Gruppe für das Viertelfinale, und anschließend geht es im einfachen K.-o.-System weiter bis zum Endspiel.

## Qualifizierte Teams

### Männer
| Art der Qualifikation               | Datum                        | Ort                               | Starterplätze | Qualifizierte Teams                                           |
| ----------------------------------- | ---------------------------- | --------------------------------- | ------------- | ------------------------------------------------------------- |
| Ausrichter                          | 2. Oktober 2009              | Kopenhagen, Dänemark              | 1             | Brasilien                                                     |
| 2015 IWBF Asia-Oceania Championship | 7.–18. Oktober 2015          | Chiba, Japan                      | 3             | Australien Iran Japan                                         |
| 2015 IWBF Africa Championship       | 30. Oktober–8. November 2015 | Algier, Algerien                  | 1             | Algerien                                                      |
| 2015 Parapan American Games         | 7.–15. August 2015           | Toronto, Kanada                   | 2             | Vereinigte Staaten Kanada                                     |
| 2015 IWBF European Championship     | 28. August–6. September 2015 | Worcester, Vereinigtes Königreich | 5             | Vereinigtes Königreich Deutschland Türkei Niederlande Spanien |
| Total                               |                              |                                   | 12            |                                                               |

### Frauen
| Art der Qualifikation               | Datum                        | Ort                               | Starterplätze | Qualifizierte Teams                                       |
| ----------------------------------- | ---------------------------- | --------------------------------- | ------------- | --------------------------------------------------------- |
| Ausrichter                          | 2. Oktober 2009              | Kopenhagen, Dänemark              | 1             | Brasilien                                                 |
| 2015 IWBF Asia-Oceania Championship | 7.–18. Oktober 2015          | Chiba, Japan                      | 1             | Volksrepublik China                                       |
| 2015 IWBF Africa Championship       | 30. Oktober–8. November 2015 | Algier, Algerien                  | 1             | Algerien                                                  |
| 2015 Parapan American Games         | 7.–15. August 2015           | Toronto, Kanada                   | 3             | Vereinigte Staaten Kanada Argentinien                     |
| 2015 IWBF European Championship     | 28. August–6. September 2015 | Worcester, Vereinigtes Königreich | 4             | Vereinigtes Königreich Deutschland Frankreich Niederlande |
| Total                               |                              |                                   | 10            |                                                           |

## Medaillengewinner

### Männer
| Platz | Land               | Sportler |
| ----- | ------------------ | --- |
| 1     | Vereinigte Staaten | Jake Williams, Joshua Turek, Michael Paye, Brian Bell, Matt Scott, Steve Serio, John Gilbert, Ian Lynch, Nate Hinze, Trevon Jenifer, Jared Arambula, Aaron Gouge                                 |
| 2     | Spanien            | Daniel Stix, Carlos Vera, Pablo Zarzuela, Francisco Javier Sanchez, Alejandro Zarzuela, Amadou Tijane Diallo, Jordi Ruiz, Asier Garcia, David Mouriz, Jaume Llambi, Jesus Romero, Agustin Alejos |
| 3     | Großbritannien     | Gaz Choudhry, Simon Brown, Kyle Marsh, Terry Bywater, Simon Munn, Harry Brown, Abdillah Jama, Phil Pratt, Ian Sagar, Gregg Warburton, Lee Manning, Ademola Orogbemi                              |

### Frauen
| Platz | Land               | Sportlerinnen |
| ----- | ------------------ | --- |
| 1     | Vereinigte Staaten | Gail Geng, Megan Blunk, Darlene Hunter, Natalie Schneider, Desiree Miller, Jennifer Poist, Vanessa Erskine, Rebecca Murray, Rose Hollermann, Abigail Dunkin, Christina Schwab, Mackenzie Soldan |
| 2     | Deutschland        | Mareike Miller, Johanna Welin, Simone Kues, Anne Patzwald, Annika Zeyen, Laura Fürst, Gesche Schünemann, Maya Lindholm, Annabel Breuer, Annegrit Briessmann, Marina Mohnen, Barbara Groß        |
| 3     | Niederlande        | Ilse Arts, Inge Huitzing, Lucie Houwen, Jitske Visser, Roos Oosterbaan, Sanne Timmerman, Bo Kramer, Cher Korver, Barbara van Bergen, Carina de Rooij, Mariska Beijer, Evelyn van Leeuwen        |

## Ergebnisse
Quelle:

### Männer

#### Gruppe A
| Rang | Land        | S | G | V | U | Körbe   | Diff. | Punkte |
| ---- | ----------- | - | - | - | - | ------- | ----- | ------ |
| 1    | Spanien     | 5 | 4 | 1 | - | 341:265 | +76   | 9      |
| 2    | Türkei      | 5 | 4 | 1 | - | 327:272 | +55   | 9      |
| 3    | Australien  | 5 | 4 | 1 | - | 342:293 | +49   | 9      |
| 4    | Niederlande | 5 | 2 | 3 | - | 264:294 | −30   | 7      |
| 5    | Japan       | 5 | 1 | 4 | - | 278:300 | −22   | 6      |
| 6    | Kanada      | 5 | - | 5 | - | 222:350 | −128  | 5      |

#### Gruppe B
| Rang | Land                   | S | G | V | U | Körbe   | Diff. | Punkte |
| ---- | ---------------------- | - | - | - | - | ------- | ----- | ------ |
| 1    | Vereinigte Staaten     | 5 | 5 | - | - | 402:206 | +196  | 10     |
| 2    | Vereinigtes Königreich | 5 | 4 | 1 | - | 364:263 | +101  | 9      |
| 3    | Brasilien              | 5 | 2 | 3 | - | 309:314 | −5    | 7      |
| 4    | Deutschland            | 5 | 2 | 3 | - | 337:314 | +23   | 7      |
| 5    | Iran                   | 5 | 2 | 3 | - | 295:361 | −66   | 7      |
| 6    | Algerien               | 5 | - | 5 | - | 187:436 | −249  | 5      |

#### Finalrunde
|  | Viertelfinale | Viertelfinale          | Viertelfinale          |                    |    | Halbfinale       | Halbfinale             | Halbfinale |  |  | Finale | Finale | Finale |
|  |               |                        |                        |                    |    |                  |                        |            |  |  |        |        |        |
|  |               | Spanien                | 70                     |                    |    |                  |                        |            |  |  |        |        |        |
|  |               | Deutschland            | 66                     |                    |    |                  |                        |            |  |  |        |        |        |
|  |               | Deutschland            | 66                     | Spanien            | 69 |                  |                        |            |  |  |        |        |        |
|  |               |                        |                        | Spanien            | 69 |                  |                        |            |  |  |        |        |        |
|  |               |                        | Vereinigtes Königreich | 63                 |    |                  |                        |            |  |  |        |        |        |
|  |               | Vereinigtes Königreich | Vereinigtes Königreich | 63                 | 74 |                  |                        |            |  |  |        |        |        |
|  |               |                        |                        |                    | 74 |                  |                        |            |  |  |        |        |        |
|  |               | Australien             | 51                     |                    |    |                  |                        |            |  |  |        |        |        |
|  |               | Australien             | 51                     | Spanien            | 52 |                  |                        |            |  |  |        |        |        |
|  |               |                        |                        |                    | 52 |                  |                        |            |  |  |        |        |        |
|  |               |                        | Vereinigte Staaten     | 68                 |    |                  |                        |            |  |  |        |        |        |
|  |               | Vereinigte Staaten     | Vereinigte Staaten     | 68                 | 70 |                  |                        |            |  |  |        |        |        |
|  |               |                        |                        |                    | 70 |                  |                        |            |  |  |        |        |        |
|  |               | Niederlande            | 37                     |                    |    |                  |                        |            |  |  |        |        |        |
|  |               | Niederlande            | 37                     | Vereinigte Staaten | 74 |                  |                        |            |  |  |        |        |        |
|  |               |                        |                        | Vereinigte Staaten | 74 | Spiel um Platz 3 |                        |            |  |  |        |        |        |
|  |               |                        | Türkei                 | 54                 |    |                  |                        |            |  |  |        |        |        |
|  |               | Türkei                 | Türkei                 | 54                 | 65 |                  | Vereinigtes Königreich | 82         |  |  |        |        |        |
|  |               |                        |                        |                    | 65 |                  | Vereinigtes Königreich | 82         |  |  |        |        |        |
|  |               | Brasilien              | 49                     |                    |    | Türkei           | 76                     |            |  |  |        |        |        |

### Frauen

#### Gruppe A
| Rang | Land                   | S | G | V | U | Körbe   | Diff. | Punkte |
| ---- | ---------------------- | - | - | - | - | ------- | ----- | ------ |
| 1    | Deutschland            | 4 | 3 | 1 | - | 248:156 | +92   | 7      |
| 2    | Vereinigtes Königreich | 4 | 3 | 1 | - | 228:140 | +88   | 7      |
| 3    | Kanada                 | 4 | 3 | 1 | - | 252:181 | +71   | 7      |
| 4    | Brasilien              | 4 | 1 | 3 | - | 196:241 | −42   | 4      |
| 5    | Argentinien            | 4 | - | 4 | - | 87:296  | −209  | 3      |

#### Gruppe B
| Rang | Land                | S | G | V | U | Körbe   | Diff. | Punkte |
| ---- | ------------------- | - | - | - | - | ------- | ----- | ------ |
| 1    | Vereinigte Staaten  | 4 | 4 | - | - | 288:138 | +150  | 8      |
| 2    | Niederlande         | 4 | 3 | 1 | - | 300:148 | +152  | 7      |
| 3    | Volksrepublik China | 4 | 2 | 2 | - | 212:187 | +25   | 6      |
| 4    | Frankreich          | 4 | 1 | 3 | - | 178:266 | −88   | 5      |
| 5    | Algerien            | 4 | 0 | 4 | - | 93:332  | −139  | 4      |

#### Finalrunde
|  | Viertelfinale | Viertelfinale          | Viertelfinale      |                        |    | Halbfinale             | Halbfinale  | Halbfinale |  |  | Finale | Finale | Finale |
|  |               |                        |                    |                        |    |                        |             |            |  |  |        |        |        |
|  |               | Niederlande            | 78                 |                        |    |                        |             |            |  |  |        |        |        |
|  |               | Kanada                 | 60                 |                        |    |                        |             |            |  |  |        |        |        |
|  |               | Kanada                 | 60                 | Niederlande            | 45 |                        |             |            |  |  |        |        |        |
|  |               |                        |                    | Niederlande            | 45 |                        |             |            |  |  |        |        |        |
|  |               |                        | Deutschland        | 55                     |    |                        |             |            |  |  |        |        |        |
|  |               | Deutschland            | Deutschland        | 55                     | 76 |                        |             |            |  |  |        |        |        |
|  |               |                        |                    |                        | 76 |                        |             |            |  |  |        |        |        |
|  |               | Frankreich             | 28                 |                        |    |                        |             |            |  |  |        |        |        |
|  |               | Frankreich             | 28                 | Deutschland            | 45 |                        |             |            |  |  |        |        |        |
|  |               |                        |                    |                        | 45 |                        |             |            |  |  |        |        |        |
|  |               |                        | Vereinigte Staaten | 62                     |    |                        |             |            |  |  |        |        |        |
|  |               | Vereinigtes Königreich | Vereinigte Staaten | 62                     | 57 |                        |             |            |  |  |        |        |        |
|  |               |                        |                    |                        | 57 |                        |             |            |  |  |        |        |        |
|  |               | Volksrepublik China    | 38                 |                        |    |                        |             |            |  |  |        |        |        |
|  |               | Volksrepublik China    | 38                 | Vereinigtes Königreich | 78 |                        |             |            |  |  |        |        |        |
|  |               |                        |                    | Vereinigtes Königreich | 78 | Spiel um Platz 3       |             |            |  |  |        |        |        |
|  |               |                        | Vereinigte Staaten | 89                     |    |                        |             |            |  |  |        |        |        |
|  |               | Vereinigte Staaten     | Vereinigte Staaten | 89                     | 66 |                        | Niederlande | 76         |  |  |        |        |        |
|  |               |                        |                    |                        | 66 |                        | Niederlande | 76         |  |  |        |        |        |
|  |               | Brasilien              | 35                 |                        |    | Vereinigtes Königreich | 34          |            |  |  |        |        |        |

## Medaillenspiegel
| Medaillenspiegel Rollstuhlbasketball | Medaillenspiegel Rollstuhlbasketball | Medaillenspiegel Rollstuhlbasketball | Medaillenspiegel Rollstuhlbasketball | Medaillenspiegel Rollstuhlbasketball | Medaillenspiegel Rollstuhlbasketball |
| Platz                                | Land                                 | Goldmedaille – Olympiasieger         | Silbermedaille – 2. Platz            | Bronzemedaille – 3. Platz            | Gesamt                               |
| ------------------------------------ | ------------------------------------ | ------------------------------------ | ------------------------------------ | ------------------------------------ | ------------------------------------ |
| 1                                    | Vereinigte Staaten                   | 2                                    | –                                    | –                                    | 2                                    |
| 2                                    | Deutschland                          | –                                    | 1                                    | –                                    | 1                                    |
| 2                                    | Spanien                              | –                                    | 1                                    | –                                    | 1                                    |
| 3                                    | Großbritannien                       | –                                    | –                                    | 1                                    | 1                                    |
| 3                                    | Niederlande                          | –                                    | –                                    | 1                                    | 1                                    |
| 4                                    |                                      | –                                    | –                                    | –                                    | –                                    |
| 5                                    |                                      | –                                    | –                                    | –                                    | –                                    |